# 北園駅
北園駅（きたぞのえき）は、北海道釧路市北園にあった、雄別鉄道雄別本線の駅である。同線の廃止とともに廃駅となった。

## 概要
周辺の昭園団地の人口増加に伴い、通勤・通学のため同団地住民からの要請により旅客駅として開設された駅である。駅の開設は当路線に限ると最後の駅となった。

## 歴史
- 1968年（昭和43年）7月：雄別鉄道の旅客駅として開業。委託駅。
- 1970年（昭和45年）4月16日：当路線廃止に伴い廃駅。

## 駅構造
単式ホームを有していた。

## 隣の駅
雄別鉄道
雄別本線
雄鉄昭和駅 - 北園駅 - 鶴野駅